# Kim Chi-woo
Đây là một tên người Triều Tiên, họ là Kim.
Kim Chi-Woo (Hangul: 김치우; sinh ngày 11 tháng 11 năm 1983) là một cầu thủ bóng đá Hàn Quốc hiện tại thi đấu cho Busan IPark ở K League Challenge.

## Sự nghiệp câu lạc bộ
Anh gia nhập K League khi ký hợp đồng với Incheon United năm 2004. Năm 2005, anh thi đấu nửa mùa giải theo dạng cho mượn tại câu lạc bộ Serbia FK Partizan, giành chức vô địch mùa giải 2004-05. Sau khi kết thúc mùa giải 2006, anh chuyển đến Jeonnam Dragons vì tài chính của Incheon United không đảm bảo. Hiện tại anh thi đấu cho FC Seoul kể từ năm 2008.

### 2009
Anh ghi 2 bàn trong trận mở màn của K League 2009 trước Jeonnam Dragons và anh cũng ghi 2 bàn tại trận vòng bảng đầu tiên của Giải vô địch bóng đá các câu lạc bộ châu Á 2009 Bảng F trước Sriwijaya FC.

## Sự nghiệp quốc tế
Anh là thành viên của đội tuyển bóng đá Hàn Quốc tham dự Giải vô địch bóng đá trẻ thế giới 2003 và Thế vận hội Mùa hè 2004.
Anh thi đấu tại Giải vô địch bóng đá trẻ thế giới 2003 ở UAE. Anh góp mặt trong tất cả các trận của Hàn Quốc giúp đội bóng vào Vòng 16 đội.
Anh ra mắt tại đội tuyển quốc gia trong trận giao hữu trước Ghana. Ngày 28 tháng 3 năm 2009, anh có bàn thắng quốc tế đầu tiên trước Iraq.
Vào 1 tháng 4 năm 2009, anh ghi bàn thắng duy nhất tại Vòng loại World Cup 2010 giữa Hàn Quốc và Triều Tiên.

### Bàn thắng quốc tế
Tỉ số và kết quả liệt kê bàn thắng của Hàn Quốc trước
| #  | Ngày                | Địa điểm                                                       | Đối thủ           | Tỉ số | Kết quả | Giải đấu                                     |
| -- | ------------------- | -------------------------------------------------------------- | ----------------- | ----- | ------- | -------------------------------------------- |
| 1. | 28 tháng 3 năm 2009 | Sân vận động World Cup Suwon, Suwon, Hàn Quốc                  | Iraq              | 1–1   | 2–1     | Giao hữu                                     |
| 2. | 1 tháng 4 năm 2009  | Sân vận động World Cup Seoul, Seoul, Hàn Quốc                  | CHDCND Triều Tiên | 1–0   | 1–0     | Vòng loại giải vô địch bóng đá thế giới 2010 |
| 3. | 25 tháng 2 năm 2012 | Sân vận động World Cup Jeonju, Jeonju, Hàn Quốc                | Uzbekistan        | 3–0   | 4–2     | Giao hữu                                     |
| 4. | 25 tháng 2 năm 2012 | Sân vận động World Cup Jeonju, Jeonju, Hàn Quốc                | Uzbekistan        | 4–2   | 4–2     | Giao hữu                                     |
| 5. | 4 tháng 6 năm 2013  | Sân vận động Thể thao Thành phố Camille Chamoun, Beirut, Liban | Liban             | 1–1   | 1–1     | Vòng loại giải vô địch bóng đá thế giới 2014 |

## Danh hiệu

### Câu lạc bộ
Incheon United
- Á quân K League: 2005

Partizan
- First League of Serbia and Montenegro Champion: 2004-05

Jeonnam Dragons
- Vô địch Cúp Quốc gia Hàn Quốc: 2007

FC Seoul
- K League Vô địch: 2010, 2012
- Vô địch Cúp Quốc gia Hàn Quốc: 2015
- Vô địch Cúp Liên đoàn bóng đá Hàn Quốc: 2010